# Anisodes privata
Anisodes privata là một loài bướm đêm trong họ Geometridae.